# Alcyonium paucilobulatum
Alcyonium paucilobulatum is een zachte koraalsoort uit de familie Alcyoniidae. De koraalsoort komt uit het geslacht Alcyonium. Alcyonium paucilobulatum werd in 1997 voor het eerst wetenschappelijk beschreven door Casas, Ramil & van Ofwegen. 